# Majčin dan
Majčin dan je praznik u čast majki i majčinstva koji se u većini zemalja, pa i Hrvatskoj, obilježava svake godine druge nedjelje u svibnju.
U zapadnom svijetu uspostavljen je u 20. stoljeću.
Majčin dan ima svoje korijene u engleskom i američkom pokretu žena. Amerikanka Ann Maria Reeves Jarvis 1865. godine organizirala je Mothers Day Meetings gdje su majke mogle razmjenjivati ideje o aktualnim pitanjima.

## Nastanak
Kao osnivačica današnjeg Majčinog dana slovi Anna Marie Jarvis. Ona je u Graftonu 12. svibnja 1907. godine u nedjelju nakon druge godišnjice smrti njezine majke osnovala Memorial Mothers Day Meeting. S 500 bijelih karanfila izrazila je svoju ljubav prema preminuloj majci i u mjesnoj ih je crkvi dijelila drugim majkama. Posvetila se inicijativi za osnivanje službenog državnog praznika u čast majki, pišući pisma političarima, gospodarstvenicima, svećenicima i ženskim udrugama. Već 1909. godine majke su u 45 država SAD slavile majčin dan, a američki predsjednik Woodrow Wilson proglasio je 1914. godine Majčin dan nacionalnim praznikom.
Nedugo nakon SAD-a, Majčin dan postao je praznik i u Engleskoj, zatim u Švicarskoj (1917.), Norveškoj (1918.), Švedskoj (1919.), Njemačkoj (1922.) i Austriji (1924.) a potom se običaj proširio po cijeloj Europi i svijetu.
Toga dana se majke i bake uglavnom darivaju cvijećem (bijeli i crveni karanfili su uglavnom zaboravljeni) te čestitkama i malim poklonima koje su izradila njihova djeca i unuci.

## Vanjske poveznice

### Sestrinski projekti
|  | Zajednički poslužitelj ima još gradiva o temi Majčin dan |

### Mrežna sjedišta
- International Mother's Day Shrine (engl.)
- Mother's Day History  Arhivirana inačica izvorne stranice od 5. svibnja 2010. (Wayback Machine) (engl.)